# Burkina Faso na Letnich Igrzyskach Paraolimpijskich 2008
Burkina Faso na Letnich Igrzyskach Paraolimpijskich w Pekinie była reprezentowana przez 1 zawodniczkę - kolarkę Lassane Gasbeogo.

## Kadra

### Kolarstwo
- Lassane Gasbeogo

wyścig ze startu wspólnego kobiet - 11. miejsce (1.44:09)
jazda indywidualna na czas kobiet - 11. miejsce (25:27,71)